# سان تشيزارو سول بانارو
سان تشيزارو سول بانارو (بالإيطالية: San Cesario sul Panaro)‏ هي بلدية في مقاطعة مودينا في إقليم إميليا رومانيا الإيطالي.

## السكان
في سنة 1861 بلغ عدد السكان 2٬188 نسمة، وتطور العدد ليصل في سنة 2011 لـ 6٬117 نسمة.
يظهر هذا المخطط البياني تطور النمو السكاني لـ سان تشيزارو سول بانارو